# Ђорђе Стојаковић
Ђорђе Стојаковић (Бачка Паланка, 1811 — Беч, 1863) био је српски правник, адвокат, дворски саветник при угарској канцеларији у Бечу, актуар и писар Матице српске, правни и политички саветник кнеза Милоша и Михаила.

## Школовање и рад
Ђорђе Стојаковић је рођен у Бачкој Паланци 23. априла 1811. године Био је добар ђак, који се школовао у родном месту, Новом Саду и Сегедину. Након завршетка шестог разреда сегединске гимназије стигао је до докторских студија у Бечу и Пожуну, где је и докторирао право. Након завршенога студија права, радио је као адвокат у Пешти и до 1848. године је био правни заступник Матице српске, а посебно се показао приликом правнога спора око права да Матица српска наследи имовину Саве Текелије, када је досуђена да имовина припадне Матици. Објавио је 1843. године књижицу под насловом „Осветљењ”, у којој се бавио првим српским уставом. Почасни члан Матице српске био је од 1839. године.
Био је као пештански адвокат, правни и политички саветник кнеза Милоша и кнеза Михаила Обреновића. Пошто је кнез Милош живео у егзилу, Ђорђе Стојаковић му је био адвокат у бројним процесима против српске владе.

## Учешће у Српском народном покрету 1848.
Почео је да политички представља Србе за време револуционарне 1848. године. Заједно са Ђорђем Стратимировићем био је у делегацији, која је 8. априла 1848. године изнела српске захтеве за аутономијом пред Угарским сабором у Пожуну (Братислави), а након тога и пред Лајошом Кошутом. Присуствовао је на Мајској скупштини у Сремским Карловцима, где је одређен за делегата на Свесловенском конгресу у Прагу, заједно са Павлом Стаматовићем, али по његовом повратку у Пешту мађарске власти су га затвориле. Ослобођен је из затвора и спасао се преког суда, захваљујући залагању владике Платона Атанацковића. Размењен је као заробљеник са једним Бечлијом. Након ослобађања из затвора отишао је у Сремске Карловце, где је постао члан Главног одбора Војводине Српске, да би након окончања рада Српског народног покрета 1848—1849. године вратио се у Пешту.

## Дворски саветник
Једно време боравио је у Пешти, па је премештен у Темишвар као члан Главног земљаског суда. Постављен је 1856. године за дворског саветника, као једини Србин, при највишем суду у Бечу. Када се у Војводини поново 1860/1861. године покренуо политички живот обратио се патријарху Рајачићу да тражи Благовештенски сабор за уређење политичких односа. Био је политички вођа Срба на Благовештенском сабору 1861. и на хрватском Сабору 1861-1866. године. Изванредан као говорник и правник првог реда, оријентисан против Мађара, насупрот "Омладини". На сабору је заједно са патријархом био представник већинске дворске проаустријске политике и он је том приликом имао улогу посредника. Показао се 1861. године Ђорђе као најоштроумнији Србин и најсмернији човек. Радио је са др Јованом Суботићем и Ђорђем Стратимировићем план реституције Српске Војводине. Након тога био је именован за дворскога саветника у угарској канцеларији у Бечу. На основу његовога предлога 1852. године је у Угарској донесен закон о дедовини, који је битно променио дотадашња правила приватног права. Након тога издао је на немачком књигу у којој је дао тумачење тога закона.
Није се никад женио, водио је бригу о својим родитељима. Умро је у 52. години, 28. новембра 1863. године у Бечу.